# استیو چابوت
استیو چابوت (به انگلیسی: Steve Chabot) نمایندهٔ حوزه انتخابیه اول اوهایو از حزب جمهوری‌خواه ایالات متحده آمریکا در مجلس نمایندگان ایالات متحده آمریکا است که برای نخستین‌بار در ۳ ژانویه ۲۰۱۱ میلادی به‌عضویت این مجلس درآمد.